# 威廉·约翰·麦夸恩·兰金
威廉·约翰·麦夸恩·兰金（英語：William John Macquorn Rankine，1820年7月5日—1872年12月24日）是苏格兰土木工程师，物理学家和数学家。他与开尔文一起是热力学第一定律的提出者之一。兰金發展了一套对蒸汽机、实际上对所有热机都有效的完整的理论。在19世纪50年代和60年代发表这些理论后，它们在工程学和实践中广泛应用。从1840年起他发表了几百篇论文，关注科学和工程的主题。他的兴趣非常多样，在青年时期就喜欢植物学，音乐理论，数论，成年后关注科学的主要分支，数学和工程学。他是一个热心的业余歌手，钢琴家和大提琴家，自己编写幽默歌曲。他出生在爱丁堡，在格拉斯哥逝世。

## 外部連結
- Parkinson, E. M. . Gillispie, Charles  (编). . New York: Scribner & American Council of Learned Societies. 2008  [2013-03-29]. ISBN 978-0-684-10114-9. （原始内容存档于2016-08-04）.
- J. Macquorn RankineArchive.today的存檔，存档日期2012-12-25
- Chisholm, Hugh (编). .  (第11版). London: Cambridge University Press. 1911.